# Obsxina
Obsxina (rus: общи́на AFI /ɐpˈɕːinə/, literalment: "comuna") o mir (rus: мир, literalment: "societat" (un dels significats) o sélskoie obsxestvo (rus: сельское общество ("comunitat rural", terme oficial als segles XIX i XX) eren comunitats de pobles camperols, a diferència de les granges individuals, o khútors, a la Rússia Imperial. El terme es deriva de la paraula общий, obsxi (comú).
La gran majoria dels camperols russos van conservar les seves terres en propietat comunal dins d'una comunitat mir, que actuava com un govern del poble i una cooperativa. La terra cultivable es dividia en seccions basades en la qualitat del sòl i la distància des del poble. Cada llar tenia dret a reclamar una o més franges de cada secció en funció del nombre d'adults a la llar. El propòsit d'aquesta assignació no era tan social (a cadascú segons les seves necessitats), sinó més aviat pràctic (que cada persona pagués els seus impostos). Les franges es reassignaven periòdicament sobre la base d'un cens, per assegurar la participació equitativa de la terra. Això era executat per l'Estat, que tenia un interès en la capacitat de les llars per pagar els seus impostos.

## Història
El professor Aleksandr Txuprov proporciona una descripció estadística detallada de la comuna del poble rus.
Les societats rurals es van formar com a resultat de la reforma del comte Kissiliov sobre gestió de la propietat dels 1837-1841 anys i es van aplicar originalment només a camperols de l'Estat.
La propietat de la terra comunal del mir és anterior a la servitud, i sobreviu a l'emancipació i fins i tot a la Revolució Russa de 1917. Fins l'abolició de la servitud en 1861, al mir hi podia haver tant serfs com camperols lliures. A més, les comunitats rurals podien ser propietàries de les terres col·lectives d'adjudicació, per tal posar-les a disposició dels agricultors individuals per a ús temporal.
Fins i tot després de l'emancipació dels serfs en 1861, un pagès en el seu treball diari, normalment tenia poca independència de l'obsxina, governada a nivell de llogaret (mir) pel ple de la comunitat (skhod, rus: сход). Entre les seves funcions hi havia el control i la redistribució de les terres comunes i el bosc (si és que n'hi havia), la lleva dels reclutes per al servei militar, i la imposició de penes per delictes menors. L'obsxina també es feia responsable dels impostos pagats menys pels membres. Aquest tipus de responsabilitat compartida es coneix com a Krugovaia poruka, rus: Круговая порука ("responsabilitat col·lectiva"), tot i que el significat exacte d'aquesta expressió ha canviat amb el temps, i ara a Rússia té un significat negatiu de mutu encobriment.
En 1905, la tinença reparticional no existia a les províncies del Bàltic, però va ser utilitzada per una quarta part dels camperols de l'oest i sud-oest (és a dir, Ucraïna), dos terços dels pagesos de l'estepa i el 96,9% en altres llocs.
A principis del segle XX a les 49 gubèrnies de la Rússia europea hi havia 107.815 comunitats rurals, que aplegaven 232.907 llogarets. Cada comunitat de mitjana tenia 95 cases pageses i 302 agricultors de sexe masculí
El pla original de reforma agrària, elaborat el 1906, en teoria havia de dividir la comunitat rural en dues classes. La primera d'elles, la comunitat de la terra, havia de ser una societat de negocis, dedicada a la gestió de la terra, i els pagesos en tindrien la propietat compartida. La segona solució de comunitat havien de ser les unitats bàsiques de govern local. Però aquest pla no es va dur a terme. La separació de les funcions administratives i econòmiques es van dur a terme únicament pel poder soviètic, després de la formació dels consells dels pobles. i la col·lectivització.

## Estructura

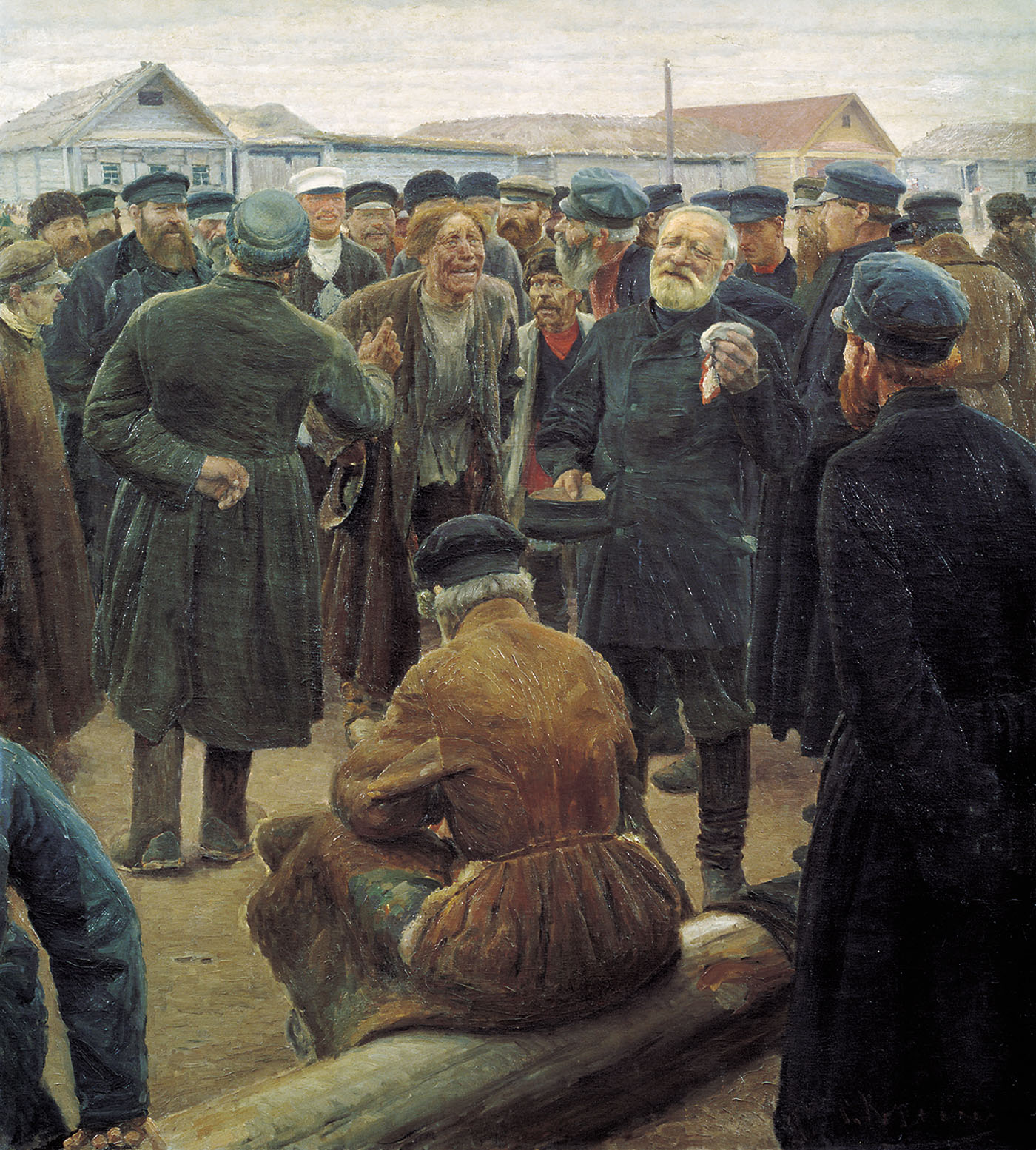
Reunió de l'obsxina, per Serguei Korovin.

L'organització del sistema de producció camperol és la causa principal d'aquest tipus d'estructura social que es troba en l'obsxina. La relació entre el pagès individu, la família i la comunitat condueix a una estructura social específica categoritzada per la creació d'aliances familiars per repartir els riscos entre els membres de la comunitat. A l'obsxina, les aliances es formen principalment a través del matrimoni i la descendència comuna dels familiars. En general, els membres majors de la família formen el mir per governar la redistribució de la terra. Les famílies es van unir per formar una comunitat que depenia de fer els impostos més equitatius i del concepte d'ajuda mútua. Jovan E. Howe escriu: "Les relacions econòmiques així establertes són essencialment distributives: a través de les diverses categories d'intercanvis tant de productes com de mà d'obra, els desequilibris temporals, com les ocasionats per la insuficient força de treball d'una unitat familiar de nova creació o una pèrdua catastròfica, que situa una unitat en un desavantatge reproductiu injust en relació amb els seus aliats, s'igualen.A més, el sistema d'aliances tenia drets comunals residuals, compartia els intercanvis durant l'escassetat, així com certs intercanvis de distribució. D'altra banda l'estructura definida per aquestes aliances i mesures de risc compartit es regula mitjançant la programació i la ritualització de temps. Howe escriu, "el calendari tradicional dels camperols russos era una guia per al dia a dia que vivien. Els noms units a les dates del calendari, els períodes de calendari en el qual s'agrupen, el dia de la setmana en què queia cada un, i el refranys relacionats amb ells no només són una informació codificada sobre quan realitzar les tasques, sinó també sobre quan no treballar, quan era necessari dur a terme accions simbòliques, participar en rituals i celebracions obligatòries".
Els pagesos (és a dir, tres quartes parts de la població de Rússia) van formar una classe a part, en gran manera exclosos de la incidència de la llei ordinària, i es regeixen d'acord amb els seus costums locals. El mir en si mateix, amb els seus costums, és d'una antiguitat immemorial; no va ser, però, fins a l'emancipació dels serfs el 1861 que la comunitat del llogarret fou retirada de la jurisdicció patrimonial de la noblesa terratinent i dotada d'autogovern. L'organització del mir està formada per tots els caps de família dels pagesos de la localitat.  Aquests elegien un ancià del poble (starosta) i un recaptador d'impostos, que era responsable, almenys fins que l'ucàs del mes d'octubre de 1906 va abolir la responsabilitat comunal del pagament d'impostos, del repartiment entre els individus dels impostos sobre la comunitat. Un nombre de mirs s'uneixen en un vólost, que té un conjunt constituït per delegats electes dels mirs.
El mir estava protegit de la insolvència per una norma segons la qual les famílies no poden ser privades de les seves cases o implements necessaris per a l'agricultura; ni el mir pot ser privat de la seva terra.

## Visió sobre les obsxines
El mir o l'obsxina es van convertir en un tema en la filosofia política amb la publicació del llibre d'August von Haxthausen Studien über die innern Zustände, das Volksleben und insbesondere die ländlichen Einrichtungen Russlands el 1847.Va ser en la segona meitat del segle xix quab els eslavòfils "van descobrir" el mir. Com a nacionalistes romàntics, els eslavòfils aclamaren el mir com un col·lectiu purament rus, a la vegada antic i venerable; lliure del que consideraven la taca de la mentalitat "burgesa" que es podia trobar a Europa occidental. No és sorprenent que es pugés un graó més encara, i s'utilitzés el mir com a base per a les teories idealistes eslavòfiles en relació amb el comunisme, el comunalisme, les terres comunals, la història, el progrés i la naturalesa de la humanitat mateixa.
A la segona meitat del segle xix els eslavòfils van ser desafiats per la contra facció dels "occidentalistes". Borís Txitxerin, un portaveu principal per a l'escola occidental, va argumentar que el mir no era ni antic ni tan sols una institució particular de Rússia. El mir, segons argumentava l'escola occidental va argumentar, havia sorgit a la fi del segle xvii i principis del segle xviii, i no estava basat en una mena de contracte social o instint comunal. Al contrari, va ser una creació monàrquica, creada per fer complir el propòsit de la recaptació d'impostos. Qualssevol que siguin els mèrits d'un i altre cas, les dues escoles estan d'acord que el propietari i l'estat van tenir un paper vital en el desenvolupament (si no eb l'origen) del mir.
| « | On la terra (cultivable) és escassa, la forma comunal de la tènue tendeix a prevaler, però allà on (terra cultivable) és abundant és reemplaçada per la llar o fins i tot la família. | » |

Els filòsofs russos del segle xix atribuïren importància senyal a l'obsxina com una característica única per distingir Rússia d'altres països. Aleksandr Herzen, per exemple, aclamava aquesta institució pre-capitalista com un germen de la futura societat socialista. El seu oponent eslavòfil, Aleksei Khomiakov, considerava l'obsxina com un símbol de la unitat espiritual i la cooperació interna de la societat russa i va elaborar una sofisticada "filosofia de l'obsxina" que va anomenar sobornost.
El moviment socialista europeu veia aquesta disposició com a prova que els camperols russos tenien una història de socialització de la propietat i no tenien impulsos burgesos cap a la propietat.